# Sisi Fatuberal
Sisi Fatuberal is een bestuurslaag in het regentschap Belu van de provincie Oost-Nusa Tenggara, Indonesië. Sisi Fatuberal telt 738 inwoners (volkstelling 2010).